# Lohéac
Lohéac (bret. Lohieg) – miejscowość i gmina we Francji, w regionie Bretania, w departamencie Ille-et-Vilaine.
Według danych na rok 1990 gminę zamieszkiwało 508 osób, a gęstość zaludnienia wynosiła 99 osób/km² (wśród 1269 gmin Bretanii Lohéac plasuje się na 824. miejscu pod względem liczby ludności, natomiast pod względem powierzchni na miejscu 1013.).